# Marathon van Fukuoka 1985
De marathon van Fukuoka 1985 werd gelopen op zondag 1 december 1985. Het was de 39e editie van deze marathon. Aan deze wedstrijd mochten alleen mannelijke elitelopers deelnemen.
De Japanner Hisatoshi Shintaku kwam als eerste over de streep in 2:09.51.

## Uitslagen
| rang   | naam                | land | tijd    |
| ------ | ------------------- | ---- | ------- |
| Goud   | Hisatoshi Shintaku  | JPN  | 2:09.51 |
| Zilver | Hiromi Taniguchi    | JPN  | 2:10.01 |
| Brons  | Kunimitsu Ito       | JPN  | 2:11.19 |
| 4      | Jörg Peter          | GER  | 2:12.06 |
| 5      | Hiroshi Sunaga      | JPN  | 2:12.19 |
| 6      | Umbe Slaa           | TAN  | 2:12.23 |
| 7      | Abebe Mekonnen      | ETH  | 2:13.23 |
| 8      | Bogumil Kus         | POL  | 2:13.28 |
| 9      | Bruno LaFranchi     | SUI  | 2:13.44 |
| 10     | Paul Ballinger      | NZL  | 2:13.47 |
| 11     | Yoshihiro Nishimura | JPN  | 2:14.04 |
| 12     | Chiaki Harumatsu    | JPN  | 2:14.34 |

1947 ·
1948 ·
1949 ·
1950 ·
1951 ·
1952 ·
1953 ·
1954 ·
1955 ·
1956 ·
1957 ·
1958 ·
1959 ·
1960 ·
1961 ·
1962 ·
1963 ·
1964 ·
1965 ·
1966 ·
1967 ·
1968 ·
1969 ·
1970 ·
1971 ·
1972 ·
1973 ·
1974 ·
1975 ·
1976 ·
1977 ·
1978 ·
1979 ·
1980 ·
1981 ·
1982 ·
1983 ·
1984 ·
1985 ·
1986 ·
1987 ·
1988 ·
1989 ·
1990 ·
1991 ·
1992 ·
1993 ·
1994 ·
1995 ·
1996 ·
1997 ·
1998 ·
1999 ·
2000 ·
2001 ·
2002 ·
2003 ·
2004 ·
2005 ·
2006 ·
2007 ·
2008 ·
2009 ·
2010 ·
2011 ·
2012 ·
2013 ·
2014 ·
2015 ·
2016 ·
2017